# Battle royale-spel
Battle royale-spel är en datorspelsgenre som kombinerar överlevnad, utforskning och föremålsletande från ett överlevnadsspel med ett så kallat "last man standing"-gameplay. I ett typiskt battle royale-spel startar ett stort antal spelare på samma bana med minimal utrustning, för att sedan söka efter vapen och utrustning som ska hjälpa spelaren att eliminera alla andra motståndare. Ofta krymps spelplanen ju längre rundan fortgår. Vinnaren av omgången är den som överlever längst och står kvar sist. Nästan alla battle royale-spel spelas online med allt från ett dussin till hundratals spelare. Namnet på genren är hämtad från den japanska filmen Battle Royale från 2000, som innehåller en liknande "last man standing"-tävling i en krympande spelzon.
PlayerUnknown's Battlegrounds, Fortnite och Apex Legends är exempel på spel i genren.